# Anthrencya anthracina
Anthrencya anthracina är en skalbaggsart som beskrevs av Leon Fairmaire 1903. Anthrencya anthracina ingår i släktet Anthrencya och familjen Melolonthidae. Inga underarter finns listade i Catalogue of Life.